# Muhammad al-Hassan al-Dadaw

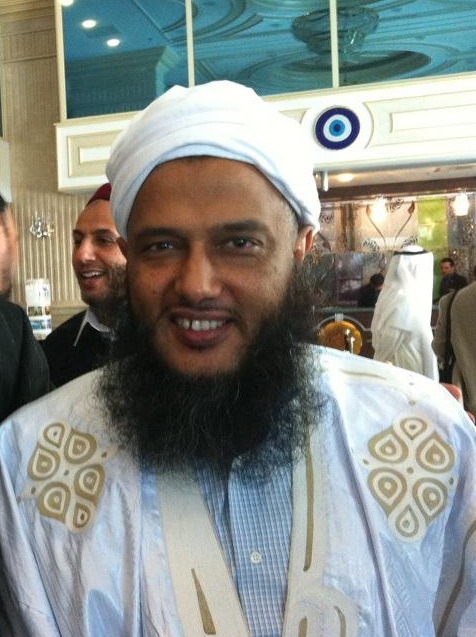
Muhammad al-Hassan Ould al-Dadaw

Muhammad al-Hassan Ould al-Dadaw (arabisch محمد الحسن ولد الددو الشنقيطي, DMG Muḥammad al-Ḥasan walad ad-Dadaw aš-Šanqīṭī; geboren am 31. Oktober 1963 in Boutilimit), genannt auch Shaykh Muhammad al-Hasan al-Dedew, ist ein mauretanischer islamischer Theologe und großer Rechtsgelehrter. Er ist bekannt für seine religiösen und islamrechtlichen Vorträge, sein Auswendiglernen zahlreicher Werke, u. a. die sechs kanonischen Hadith-Sammlungen des islamischen Propheten Mohammed und das Beherrschen von mehr als 50 „Wissenschaften des Islams“. Zudem erhielt er mehrere Idschāza in allen zehn Lesarten des Korans.

## Biografie
Dadaw stammt aus einer Gelehrtenfamilie. Ein Verwandter von ihm ist der Koranexeget Muhammad al-Amin al-Schanqiti und sein Großvater ist Muhammad Salim ʿAbd al-Wadud. Er erhielt zahlreiche Idschāza für Hadith aufgrund seiner Studienaufenthalte in der Heimat sowie Saudi-Arabien, Ägypten, Levante, Marokko, Jemen und Indien. 1986 schloss er sein Studium in Mauretanien mit einem Bachelor ab und zählte zu den besten Absolventen des Landes. Zwei Jahre später zog er nach Riad und beendete dort sein Master-Studium an der Muhammad-bin-Saʿud-Universität.

### Lehrer
Al-Dadaw lernte in folgenden Ländern und erhielt bei folgenden Lehrern Idschāza:
- Saudi-Arabien: u. a. Hamud b. Abdillah al-Tuwaijri, Muhammad Yasin al-Fadani, Sulaiman al-Luhaibi
- Ägypten: u. a. Muhammad Ibrahim Abu Sinna,
- Levante: u. a. ʿAbd al-Fattāḥ al-Ghudda,
- Marokko: u. a. ʿAbdullāh Muhammad Ibn al-Siddiq al-Ghumari
- Jemen: u. a. der Richter Muhammad bin Ismail Al-Amrani, Muhammad Yūsuf Hirba
- Indien: u. a. Abū al-Ḥasan ʿAlī Nadwī
- Mauretanien: u. a. Muhammad Sālim ʿAbd al-Wadud, Muhammad Fāl Abāh

Ebenso nahm er an Unterrichtssitzungen des ehemaligen saudi-arabischen Mufti ʿAbd al-Aziz ibn Baz sowie Muhammad ibn al-Uthaymin und dem Hadith-Gelehrten Muhammad Nasir al-Din al-Albani teil und hatte akademische Diskussionen mit ihnen sowie mit Abdullah al-Rukban und Salih al-Luhaidan.
2007 gründete er das „Zentrum zur Ausbildung von Ulema“ (Markaz Takwīn al-ʿUlamāʾ) in Nouakchott. Dort dauert das Studium 17 Jahre und für Fortgeschrittene ist eine der Voraussetzungen dort anzufangen, zwei Idschāza in zwei Lesarten des Korans vorzuweisen.

### Mitgliedschaften
Er ist Mitbegründer der Universität der Zukunft für Daʿwa und Lehre (Ǧāmiʿat al-Mustaqbal li-d-daʿwa wa-t-taʿlīm) sowie Mitbegründer und Präsident der islamischen Abdullah-bin-Yasin-Universität, die für ihr umfangreiches Angebot von Wissenschaften als Studiengänge bekannt ist.
Er ist Mitglied der Internationalen Union Muslimischer Gelehrter. Seiner Meinung nach sollten Muslime mit Atomwaffen bewaffnet sein, um ein Gleichgewicht herzustellen, wie es in Pakistan der Fall ist. Einige Quellen belegen extremistische Tätigkeiten. Seine oppositionelle Haltung zur mauretanischen Regierung kommt in der Unterstützung der Partei Tewassoul zum Ausdruck und verstärkt die innenpolitischen Spannungen des Landes.
2018 hat ihn das Gottlieb Duttweiler Institut zu den einflussreichsten Personen des Jahres gezählt.

## Publikationen (Auswahl)
- مخاطبات القضاة [Muḫāṭabāt al-quḍāh fī fiqh al-islāmī]. Dār al-Andalus al-Ḫaḍrāʾ, Dschidda (archive.org [abgerufen am 20. April 2020]). („Korrespondenzen der Richter in der islamischen Jurisprudenz“): Magister-Arbeit.
- محبة الرسول [Maḥabbat ar-rasūl]. Dār al-Umma, Riad (archive.org [abgerufen am 20. April 2020]). („Die Liebe zum Gesandten“): Eine Biographie des Propheten Mohammed.
- الفقه المضيء [al-fiqh al-muḍīʾ]. Dār al-Umma, Riad 2008 (archive.org [abgerufen am 20. April 2020]). („Das Leuchtende Verständnis“): Ein Kommentar des Kapitels über die Pilgerfahrt aus dem Werk Minhāǧ al-sālikīn von ʿAbd al-Rahman ibn Nasir al-Saʿdi.
- اليوم الآخر حِكم ومشاهد [al-yawm al-āḫir ḥikam wa-mašāhid]. Dār al-Umma, Riad 2008 (archive.org [abgerufen am 20. April 2020]). („Der letzte Tag – Weisheiten und Ereignisse“): Ein Werk über den Tag der Auferstehung im Islam.
- التكفير شروطه وضوابطه وأخطاره ومزالقه [at-takfīr šurūṭuhu wa-ḍawābiṭuhu wa-aḫtāruhu wa-mazāliquhu]. Maktab aš-Šuʾūn al-Fanīya, Kuwait-Stadt 2010 (archive.org [abgerufen am 20. April 2020]). („Takfīr im Islam – Voraussetzungen, Gefahren und Ausrutscher“)
- النهر العذب[an-nahr al-ʿaḏb]. Dār Ibn Ḥazm, Beirut 2010 (archive.org [abgerufen am 20. April 2020]). („Der süße Fluss“): Ein Werk, wie der Muslim dem Islam sinnvoll hilfreich sein kann, in seinem Leben gerecht ist, die Balance hält und die dazugehörigen Mittel verwendet.